# Paradoxo de Galileu
O paradoxo de Galileu é uma demonstração de uma das surpreendentes propriedades dos conjuntos infinitos. O carácter paradoxal dá-se por se ter subentendido o princípio de que o todo é maior que as suas partes.
No seu último trabalho científico, Duas Novas Ciências, Galileu Galilei fez duas afirmações aparentemente contraditórias acerca dos números inteiros positivos. Primeiro, alguns números têm a propriedade de ser quadrado perfeito (ou seja, o quadrado de um inteiro, dito simplesmente quadrado), enquanto que outros não a têm. Por isso, o conjunto de todos os números, incluindo tanto os quadrados como os não quadrados, tem que ser maior que o conjunto dos quadrados. No entanto, por cada quadrado há exatamente um número que é a sua raiz quadrada, e para cada número há exatamente um quadrado. Portanto, não pode haver mais de um tipo que de outro. Este é um dos primeiros usos, embora não o primeiro, de demonstração através de uma função bijectiva.
Galileu chegou à conclusão de que os conceitos de menor, igual e maior só se aplicavam a conjuntos finitos, e não tinham sentido aplicá-los aos conjuntos infinitos. No século XIX, Cantor, usando os mesmos métodos, demonstrou que apesar de o resultado de Galileu ser correto, apenas se aplicava a números inteiros, ou mesmo aos racionais, a conclusão geral não era certa: alguns conjuntos infinitos são maiores que outros, no sentido em que não se podem relacionar numa correspondência um-para-um.